# RT-23UTTH
RT-23UTTCh (ros. РТ-23УТТХ) – radziecki i rosyjski międzykontynentalny pocisk balistyczny (ICBM) z dziesięcioma głowicami jądrowymi, skonstruowany do bazowania w stałych silosach oraz wyrzutniach mobilnych. Wchodził w skład kompleksu rakietowego 15P960/15P961 Mołodiec (ros. 15П960/15П961 Молодец). Inne oznaczenia pocisków to 15Ż60/15Ż61 (ros. 15Ж60/15Ж61), RS-22B/RS-22W (w traktacie Start-I), a w kodzie NATO: SS-24 Scalpel.

## RT-23
System rakietowy RT-23UTTCh był rezultatem trwających wiele lat wysiłków zmierzających do stworzenia napędzanego paliwem stałym bojowego systemu rakietowego ICBM, zdolnego do rozmieszczenia zarówno w podziemnych silosach rakietowych, jak też w wyrzutniach mobilnych. Miał on być radzieckim odpowiednikiem amerykańskiego systemu MX.
Rozwój pocisku kompleksu RT-23 rozpoczęto decyzją władz z 1976 roku. Miał on obejmować system stacjonarny z pociskiem 15Ż44 oraz system na wyrzutni kolejowej z pociskiem 15Ż52, rozwijane w biurze konstrukcyjnym (KB) Jużnoje. W 1979 roku zdecydowano zastosować wielogłowicową część bojową, zamiast jednogłowicowej. Pierwszy start rakiety 15Ż44 miał miejsce 26 października 1982 na Kosmodromie Plesieck. Odpalono 12 pocisków próbnych, z tego 8 startów udanych. Prace nad pociskiem 15Ż44 jednak przerwano postanowieniem z 10 lutego 1983 z powodu rozwoju bardziej perspektywicznego pocisku RT-23UTTCh. 

## RT-23UTTCh
Równolegle z opracowywaniem pocisków RT-23, KB Jużnoje otrzymało  1 czerwca 1979 polecenie władz opracować ulepszoną rakietę RT-23 (RT-23UTTCh - ułuczszonnyje taktiko-tiechniczeskije charaktieristiki - ulepszone charakterystyki taktyczno-techniczne). Wstępny projekt opracowano w listopadzie 1982. Postanowieniem z 9 sierpnia 1983 zlecono opracowanie rakiety RT-23UTTCh w wariantach wystrzeliwanych z wyrzutni stacjonarnej (silosu), kolejowej i samobieżnej kołowej. 
Jako pierwsza miała być opracowana rakieta 15Ż61 dla kompleksu kolejowego i 15Ż62 dla samobieżnego, a później 15Ż60 dla stacjonarnego. Prace nad kompleksem samobieżnym, kryptonim Celina-2, na dwunastoosiowym podwoziu MZKT-7906, zostały jednak przerwane. 

## Kompleks kolejowy 19P961
Prace nad kompleksem pocisku wystrzeliwanego z wyrzutni kolejowej (BŻRK - bojewoj żeleznodorożnyj rakietnyj kompleks - bojowy kolejowy kompleks rakietowy) prowadzono początkowo dla rakiety 15Ż52 (RT-23), a następnie dla 15Ż61 (RT-23UTTCh). W kodzie NATO pocisk otrzymał oznaczenie SS-24 Sсаlреl Моd 3, a w traktacie START-1 oznaczono go jako RS-22W (ros. РС-22В).
Próby startów rakiety 15Ż61 prowadzono od 27 lutego 1985 do 22 grudnia 1987 w Mirnym, podczas których wystrzelono 32 pociski. Równolegle testowano w różnych strefach klimatycznych wyrzutnie na platformach kolejowych. Pierwszy pułk rakietowy z 15Ż61 rozpoczął dyżury bojowe 20 października 1987. Do połowy 1988 rozwinięto 6-7 pułków, rozlokowanych w rejonie Kostromy. Kompleks oficjalnie przyjęto na uzbrojenie 28 listopada 1989. Do 1999 roku pociski te weszły na uzbrojenie trzech dywizji rakietowych, każda w składzie 4 pułków (rozlokowanych normalnie pod Kostromą, we wsi Zwiezdnyj koło Permu i we wsi Kiedrowyj w Kraju Krasnojarskim. Obecnie jest wycofany z uzbrojenia.

## Kompleks stacjonarny 19P960
Kompleks stacjonarny z rakietą 15Ż60 miał się odróżniać od kompleksów mobilnych podwyższoną odpornością pocisku i wyrzutni na skutki ataku jądrowego przeciwnika. W kodzie NATO kompleks nazwano SS-24 Sсаlреl Моd 2, a w traktacie START-1 - RS-22B (ros. РС-22Б).
Pierwszy próbny start rakiety odbył się 31 lipca 1986 na poligonie w Plesiecku. Do 1989 roku wystrzelono podczas prób 17 rakiet. System wszedł do doświadczalnej służby 19 sierpnia 1988 w 46 Niżniednieprowskiej Dywizji Rakietowej w Pierwomajsku i do końca roku dyżurowało już 20 rakiet. 28 listopada 1989 kompleks został oficjalnie przyjęty na uzbrojenie i w tym roku wszedł do służby także w 60 Tamańskiej Dywizji Rakietowej w Tatiszczewie w obwodzie saratowskim. Pod koniec roku dyżurowało 56 rakiet, które zastąpiły pociski UR-100N UTTCh. W związku ze zmianą sytuacji politycznej na świecie, dalsze rozlokowanie rakiet wstrzymano w 1990 (mimo wyprodukowania dalszych co najmniej 8 sztuk), a ich produkcji ostatecznie zaprzestano w 1991.
Po rozpadzie ZSRR większość - 46 pocisków 46 Dywizji znalazło się na terytorium Ukrainy, gdzie w latach 1993-1994 zakończono ich dyżury bojowe, zgodnie z porozumieniami międzynarodowymi. w latach 1998-2002 pociski te zostały zutylizowane, a wyrzutnie zniszczone. Jeden silos został zachowany do celów muzealnych. 
Pozostałe w Rosji 10 pocisków zostało wycofanych z uzbrojenia w 2001 roku, w związku z rezygnacją z przedłużenia ich resursu, po czym je zutylizowano (ich wyrzutnie przystosowano do pocisków RS-12M1 Topol-M).